# Don McGregor
Donald Francis McGregor (Providence (Rhode Island), 15 de juny de 1945) és un escriptor de còmics estatunidenc principalment conegut pel seu treball per a Marvel Comics; és autor d'una de les primeres novel·les gràfiques.

## Primers anys
Don McGregor va néixer a Providence, Rhode Island, on va treballar en una infinitat de feines quan era adult jove, inclòs com a guàrdia de seguretat, en un banc, en una sala de cinema i "per a l'empresa del meu avi, [que] imprimia, entre altres coses, els pegats que portaven els astronautes en els seus vols a la Lluna". A més, va servir com a sergent de subministrament en una unitat de policia militar de la Guàrdia Nacional de l'Exèrcit de Rhode Island. El seu primer treball imprès va ser a les columnes de cartes a l'editor de diversos títols de Marvel Comics i per a The Providence Journal, on el seu treball incloïa ressenyes de llibres d'autors com Evan Hunter, "que em va influir molt com a escriptor".

## Carrera
McGregor va entrar a la indústria del còmic amb històries a les revistes d'antologia de còmics de terror en blanc i negre de Warren Publishing. El primer guió que li van comprar, "When Wakes The Dreamer", no es va veure imprès fins a Eerie nº 45 (febrer de 1973), molt després del seu primer guió publicat, la història de portada de 12 pàgines "The Fade-Away Walk" a Creepy nº 40 (juliol de 1971), acreditat com a Donald F. McGregor, amb art de Tom Sutton. Fins al 1975, va escriure més d'una dotzena d'històries per a aquestes revistes i el seu títol germà Vampirella, dibuixades per artistes com Richard Corben i Reed Crandall. Després d'una estada amb Marvel, McGregor va tornar a escriure 18 històries més per a aquests títols de Warren i The Rook entre 1979 i 1983, amb artistes com Paul Gulacy, Alfredo Alcala i Val Mayerik.

### Marvel Comics
McGregor es va convertir en corrector per a Marvel Comics a finals de 1972, guanyant 125 dòlars setmanals, abans d'establir-se com a editor i escriptor de Marvel. Les seves primeres històries per a la companyia van ser la coescriptura, amb Gardner Fox, de la història sobrenatural de sis pàgines "The Man with Two Faces" a Journey into Mystery vol. 2 nº4 (abril de 1973; acreditat com a "Donald F. McGregor"); i, en solitari, "A Tomb By Any Other Name", de sis pàgines, amb art de Syd Shores, a Chamber of Chills nº 5 (juliol de 1973).
Va recordar el 2010,
| « | (anglès) I came to Marvel Comics because I loved Marvel Comics. As the line burgeoned, one of my jobs was to read all the reprint titles. One of the titles was Jungle Action, a collection of jungle genre comics from the 1950s, mostly detailing white men and women saving Africans or being threatened by them. I voiced a lament that I thought it was a shame that in 1973 Marvel was printing these stories, and couldn't we have a black African hero. ... Now, it was one of those unwritten rules that if you worked in editorial you would be given things to write, to supplement that $125 a week. It was at such a meeting that I learned I would be given [the recently launched feature] 'Killraven' (in Amazing Adventures) and Jungle Action, with the [existing African superhero the] Black Panther ... to write. | (català) Vaig anar a Marvel Comics perquè m'encatava Marvel Comics. A mesura que la línia creixia, una de les meves feines era llegir tots els títols de reimpressió. Un dels títols va ser Jungle Action, una col·lecció de còmics del gènere de la jungla dels anys 50, que detalla principalment homes i dones blancs que salvaven africans o sent amenaçats per ells. Vaig expressar que pensava que era una llàstima que l'any 1973 Marvel estigués imprimint aquestes històries, i no poguéssim tenir un heroi negre africà. ... Ara, era una d'aquelles regles no escrites que si treballes en editorial us donaven coses per escriure, per complementar aquests 125 dòlars setmanals. Va ser en una reunió d'aquest tipus que em vaig assabentar que em donarien [la funció llançada recentment] 'Killraven' (a Amazing Adventures) i Jungle Action, amb el [superheroi africà existent el] Black Panther ... per escriure. | » |

Amb aquests dos serials, que es van convertir en uns dels còmics més aclamats, McGregor aviat es va establir dins d'una nova onada d'escriptors de Marvel dels anys setanta, com Steve Englehart, Steve Gerber i Doug Moench, que sovint van agafar personatges secundaris i van ajudar a crear un renaixement de l'escriptor. L'antic editor en cap de Marvel, Roy Thomas, va dir el 2007:
| « | [T]here was a lot of invention and experimentation going on during that period ... Steve [Gerber] and Don turned out be [writers] who advanced the field. ... I don't think Don's work sold terribly well, but I always thought he was doing some interesting things, and I thought, 'Well, the kind of stuff we put him on was the kind of stuff that we didn't expect to become great sellers anyway ... So let him experiment with it and see what happens'. And he certainly did a lot of interesting things with it. | » |

McGregor va escriure "Killraven, Warrior of the Worlds" a Amazing Adventures vol. 2, nº 21-39 (nov. 1973 - nov. 1976, excepte els números d'emplenament 33 i 38); i "Black Panther" a Jungle Action nº 6-24 (setembre de 1973 - novembre de 1976, excepte el número 23, una reedició). L'historiador de còmics Les Daniels va assenyalar que "Els guions de Don McGregor van emfatitzar la dignitat innata del personatge". Inusualment per als còmics mainstream, les històries de Panther es van situar principalment a l'Àfrica, a la pàtria fictícia de la Pantera, Wakanda, més que en els escenaris americans habituals de Marvel. Igual que amb les històries futuristes de "Killraven", els escenaris de McGregor estaven prou fora del corrent principal de Marvel per poder explorar temes madurs i relacions adultes d'una manera rara per als còmics de l'època. El 2010, Comics Bulletin va classificar l'etapa de McGregor a Jungle Action en tercer lloc a la seva llista de les "10 millors meravelles dels anys 70".
L'artista Rich Buckler, el seu primer col·laborador a "Black Panther", va anomenar McGregor, així com el també escriptor de Marvel Doug Moench, "dos dels meus escriptors preferits. Tenien el mateix impuls i entusiasme, i només grans quantitats de talent i energia." L'escriptor i editor afroamericà Dwayne McDuffie va dir sobre la sèrie "Black Panther" dels anys 70:
| « | (anglès) This overlooked and underrated classic is arguably the most tightly written multi-part superhero epic ever. ... It's damn-near flawless, every issue, every scene, a functional, necessary part of the whole. Okay, now go back and read any individual issue. You'll find seamlessly integrated words and pictures; clearly introduced characters and situations; a concise (sometimes even transparent) recap; beautifully developed character relationships; at least one cool new villain; a stunning action set piece to test our hero's skills and resolve; and a story that is always moving forward towards a definite and satisfying conclusion. That's what we should all be delivering, every single month. Don [McGregor] and company did it in only 17 story pages per issue". | (català) Aquest clàssic passat per alt i subestimat és, sens dubte, l'èpica de superherois de diverses parts més ben escrita que mai hi ha. ... És gairebé impecable, cada número, cada escena, una part funcional i necessària del conjunt. D'acord, ara torneu i llegiu qualsevol número individual. Trobareu paraules i imatges perfectament integrades; personatges i situacions clarament introduïts; un resum concís (de vegades fins i tot transparent); relacions de caràcter bellament desenvolupades; almenys un nou malvat fantàstic; una impressionant peça d'acció per posar a prova les habilitats i la resolució del nostre heroi; i una història que sempre avança cap a una conclusió definitiva i satisfactòria. Això és el que tots hauríem de lliurar, cada mes. Don [McGregor] i companyia ho van fer en només 17 pàgines d'història per número". | » |

Ell i l'artista P. Craig Russell van dissenyar el primer petó interracial dramàtic conegut dels còmics en els còmics convencionals (a diferència del còmic underground), entre els personatges de "Killraven" M'Shulla i Carmilla Frost, a Amazing Adventures nº 31 (juliol de 1975). Tres anys abans, McGregor i l'artista Luis Garcia ja havien presentat el primer petó interracial conegut en qualsevol còmic a la revista de terror en blanc i negre de Warren Publishing, Creepy nº 43 (gener de 1972), a la història "The Men We Called Him Monster".
Més de dues dècades després de la finalització del serial "Killraven", l'historiador de còmics Peter Sanderson va escriure que:
| « | (anglès) It was writer Don McGregor who transformed the Killraven saga ... into a classic. Of all of Marvel's writers, McGregor has the most romantic view of heroism. Killraven and his warrior band were also a community of friends and lovers motivated by a poetic vision of freedom and of humanity's potential greatness. McGregor's finest artistic collaborator on the series was P. Craig Russell, whose sensitive, elaborate artwork, evocative of Art Nouveau illustration, gave the landscape of Killraven's America a nostalgic, pastoral feel, and the Martian architecture the look of futuristic castles. | (català) Va ser l'escriptor Don McGregor qui va transformar la saga Killraven... en un clàssic. De tots els escriptors de Marvel, McGregor té la visió més romàntica de l'heroisme. Killraven i la seva banda de guerrers també eren una comunitat d'amics i amants motivada per una visió poètica de la llibertat i de la grandesa potencial de la humanitat. El millor col·laborador artístic de McGregor a la sèrie va ser P. Craig Russell, les obres d'art sensibles i elaborades del qual, evocaven la il·lustració de l'Art Nouveau, van donar al paisatge de l'Amèrica de Killraven una sensació nostàlgica i pastoral, i a l'arquitectura marciana l'aspecte de castells futuristes. | » |

La carrera de McGregor a Jungle Action va acabar quan la sèrie va ser cancel·lada a causa de les baixes vendes. També va escriure històries per als personatges de Marvel Luke Cage i Morbius, the Living Vampire, i va crear el serial detectivesc "Hodiah Twist", vista a les revistes en blanc i negre Vampire Tales nº 2 (octubre de 1973) i Marvel Preview nº 16: "Masters of Terror" (tardor 1978). L'adaptació de McGregor de "The Cask of Amontillado" d'Edgar Allan Poe com a història de complement a Marvel Classics Comics nº 28 (1977) va ser el primer treball de còmics publicat per l'artista Michael Golden. Una pàgina de "Bullpen Bulletins" de Marvel l'any 1975 va anunciar la sèrie de drama de ràdio prevista per McGregor, Night Figure, que s'havia d'executar a WHBI-FM.

### Pioner de la novel·la gràfica
Amb l' artista Paul Gulacy, McGregor va crear una de les primeres novel·les gràfiques modernes, Sabre: Slow Fade of an Endangered Species d'Eclipse Enterprises, una història en un futur proper i distòpic de ciència-ficció que va introduir el personatge principal. L'obra de McGregor es va publicar l'agost de 1978, dos mesos abans de la més coneguda novel·la gràfica pionera de Will Eisner A Contract with God . Sabre va ser, a més, la primera novel·la gràfica venuda a través del nou "mercat directe" de botigues de còmics. Més tard va esdevenir una sèrie de còmics d'Eclipse de 14 números.
També per a Eclipse, McGregor va escriure Detectives Inc., un parell de novel·les gràfiques ambientades a la ciutat de Nova York contemporània i protagonitzada per l'equip interracial d'observadors privats Ted Denning i Bob Rainier. Detectives Inc.: A Remembrance of Threatening Green (1980), amb l'artista de DC Comics Marshall Rogers, i Detectives, Inc.: A Terror Of Dying Dreams, amb el veterà artista de Marvel Gene Colan, que esdevindria un col·laborador freqüent, formaven la sèrie. El primer d'aquests dos llibres incloïa l'aparició de les primeres lesbianes a còmics del mercat de masses.
Durant aquest període, McGregor també va escriure les dues obres en prosa Dragonflame and Other Bedtime Nightmares i The Variable Syndrome.

### Còmics posteriors
Altres treballs inclouen la minisèrie de DC Comics Nathaniel Dusk (1984) i Nathaniel Dusk II (1985–1986), ambdues amb Colan; i, per a Fantasy Illustrated (1982), de New Media Publishing, "The Hounds of Hell Theory", protagonitzat per l'equip de detectius de marit i dona Alexander i Penelope Risk, amb l'artista Tom Sutton.
McGregor va tornar a visitar Black Panther amb Colan a "Panther's Quest", publicat com a 25 entregues de vuit pàgines dins de la sèrie quinzenal Marvel Comics Presents (núm. 13-37, febrer-desembre 1989); i, més tard, amb l'artista Dwayne Turner a la minisèrie en format quadrat Panther's Prey (maig-octubre de 1991). McGregor i Marshall Rogers van crear una història en dues parts als números 27–28 de Spider-Man que tracta sobre l'assetjament i la violència armada. Altres treballs de còmics durant la dècada de 1990 inclouen Blade nº 1–3 (novembre de 1998–gener de 1999), protagonitzat per l'assassí de vampirs de Marvel Comics; la història de 14 pàgines de Morbius "Desiring Martine", amb l'artista Mike Dringenberg, a Strange Tales: Dark Corners #1 (maig de 1998); i diversos números de propietats amb llicència de Topps Comics com Mars Attacks!, James Bond, The Lone Ranger i The X-Files. McGregor va escriure "Thin Edge of a Dime", una història de complement de Batman en blanc i negre, a Batman: Gotham Knights nº 28 (juny de 2002) que va ser il·lustrada per Dick Giordano.
A més, McGregor és un dels principals escriptors del cànon del Zorro, amb una dotzena de números de Zorro de Topps (nº 0–11, novembre de 1993–nov. 1994) i la sèrie derivada Lady Rawhide nº 1–5 (octubre de 1996). –juny de 1997; reimpresa per Image Comics com a Zorro's Lady Rawhide: Other People's Blood nº 1–4, març–juny de 1999); dos anys de la tira còmica del diari Zorro (amb els artistes Tod Smith i Thomas Yeates, estrenada el 12 d'abril de 1999, amb el primer any recollit en un llibre d'Image Comics de 2001); Zorro nº 1–6 (maig-octubre de 2005), amb l'artista Sidney Lima, del segell Papercutz de NBM Publishing; i Zorro: Matanzas del 2010, una seqüela de la sèrie Topps, amb el dibuixant Mike Mayhew, per a Dynamite Entertainment. Tornant a un dels seus personatges característics, McGregor va contribuir amb una història al Black Panther Annual #1, publicat el febrer de 2018.

### Dark Horse Comics
- James Bond 007: The Quasimodo Gambit #1–3 (1995)

### DC Comics
- 9-11: The World's Finest Comic Book Writers & Artists Tell Stories to Remember, Volume Two (2002)
- Batman: Gotham Knights #28 (Batman Black and White) (2002)
- Nathaniel Dusk #1–4 (1984)
- Nathaniel Dusk II #1–4 (1985–1986)

### Dynamite Entertainment
- Zorro Matanzas #1–4 (2010)

### Eclipse Comics
- Detectives Inc.: A Remembrance of Threatening Green (novel·la gràfica, 1980)
- Detectives, Inc.: A Terror of Dying Dreams (novel·la gràfica, 1985)
- Eclipse Magazine #2–8 (1981–1983)
- Eclipse Monthly #3–4, 8 (1983–1984)
- Nightmares #1–2 (1985)
- Ragamuffins #1 (1985)
- Sabre #1–14 (1982–1985)
- Sabre (novel·la gràfica, 1978)

### HM Communications, Inc.
- Heavy Metal vol. 2 #2 (June 1978)

### Image Comics
- Zorro: The Dailies, First Year (2001)

### Marvel Comics
- Amazing Adventures vol. 2 #21–32, 34–37, 39 (Killraven) (1973–1976)
- Black Panther: Panther's Prey #1–4 (1991)
- Blade #1–3 (1998)
- Chamber of Chills #5 (1973)
- Deadly Hands of Kung Fu #2–4, 7–9, 11–12, 16–18, 24, 29 (text articles) (1974–1976)
- Defenders #48 (1977)
- Doctor Strange vol. 2 #31 (1978)
- Giant-Size Chillers #2 (1975)
- Journey into Mystery vol. 2 #4 (1973)
- Jungle Action #6–22, 24 (1973–1976)
- Marvel Classics Comics #23, 28, 31, 33 (1977–1978)
- Marvel Comics Presents #13–37 (Black Panther) (1989)
- Marvel Graphic Novel #7 (Killraven) (1983)
- Marvel Premiere #43 (Paladin) (1978)
- Marvel Preview #8, 16 (1976–1978)
- Monsters Unleashed #5, 11 (1974–1975)
- Power Man #28, 30-35 (1975–1976)
- Spider-Man #27–28 (1992)
- Strange Tales: Dark Corners #1 (1998)
- Tales of the Zombie #4, 10 (articles) (1974–1975)
- Vampire Tales #2–5, 7–8, Annual #1 (Morbius, the Living Vampire) (1973–1975)
- What The--?! #9 (1990)

### NBM Publishing
- Zorro #1–6 (2005)

### New Media/Irjax
- Fantasy Illustrated #1 (1982)

### Topps Comics
- Dracula Versus Zorro #1–2 (1993)
- James Bond, 007 / Goldeneye #1 (1996)
- Lady Rawhide #1–5 (1995–1996)
- Lady Rawhide vol. 2 #1–5 (1996–1997)
- Lady Rawhide Special Edition #1 (1995)
- The Lost World: Jurassic Park #1–4 (1997)
- Mars Attacks High School #1–2 (text articles) (1997)
- Topps Comics Presents #0 (1993)
- The X-Files #30–31 (1997)
- Zorro #0, #1–11 (1993–1994)

### Vanguard Productions
- The Spider: Scavengers of the Slaughtered Sacrifices (2002)

### Warren Publishing
- Creepy #41, 43, 54, 57–58, 72, 130, 141, 143, 145 (1971–1983)
- Eerie #37–38, 40, 45, 49, 103–105, 120–123, 138 (1972–1983)
- The Rook Magazine #12 (1981)
- Vampirella #15, 18, 21, 27, 37, 106, 108 (1972–1982)